# 横浜創英中学校・高等学校
横浜創英中学校・高等学校（よこはまそうえいちゅうがっこう・こうとうがっこう）は、神奈川県横浜市神奈川区西大口に所在し、中高一貫教育を提供する私立中学校・高等学校。高等学校において、中学校から入学した内部進学の生徒と高等学校から入学した外部進学の生徒との間では、高等学校第1学年から混合してクラスを編成する併設型中高一貫校。設置者は学校法人堀井学園。

## 沿革
- 1940年 - 京浜高等女学校を創立。
- 1948年 - 京浜女子高等学校に校名を変更。
- 1951年 - 京浜女子短期大学横浜高等学校に校名を変更。
- 1959年 - 京浜女子大学横浜高等学校に校名を変更。
- 1987年 - 京浜横浜高等学校に校名を変更。
- 1990年 - 横浜創英短期大学女子高等学校に校名を変更。
- 2002年 - 共学化に伴い、横浜創英高等学校に校名を変更。
- 2003年 - 中学部開設によって、現在の、横浜創英中学校・高等学校に校名を変更。
- 2006年 - 特進コースを開設。
- 2022年 - 中学部においてサイエンスコースを開設。
- 2025年 ‐ グローバルコースを開設予定。

## 特徴
- 基本的には、入学時に選択したコースで学修をする。ただし、2年次進学時に成績等によりコースへの変更が可能なこともある。
- 特進・文理コースの生徒には、1年次より大学進学を目指した学習指導を目指している。
- 指定校推薦は、文理・普通コースの生徒を優先的に推薦する。
- 体育祭は、横浜BUNTAIで行う。
- 修学旅行は2年次に行われ、2004年度よりオーストラリアへ行っていたが、現在は国内を主な行き先としている。修学旅行の様子を撮影したものを本学のHP上で保護者へ一時的に公開している。
- 指定の制服を着用する。男子のスラックス、女子のスカートは共に2パターンある。ワイシャツの色は、白、ブルー、ペパーミントグリーンの三色が存在する。ブレザー及びセーターは、季節に関係なく着用が認められる。これらを生徒が好みの組み合わせで着用できる。ただし、始業式など式典のときは白を着用する。
- 茶髪、ピアス、免許取得などは校則で禁止されている。

## 部活動
部活動は盛んである。吹奏楽部からは、吹奏楽推薦で大学へ入学する者や音楽大学へ進学する者もいる。吹奏楽の部員数は200名を超える。
体育部ハンドボール部、剣道部、ソフトテニス部、バドミントン部、バレーボール部、卓球部、バスケットボール部、サッカー部、ダンス部、バトン部、ワンダーフォーゲル部など
文化部文芸部、吹奏楽部、園芸部、E.S.S、イラスト部、造型アート部、手工芸部、調理部、書道部、児童文化部、音楽部、フォト・アート部、放送部、茶道部、囲碁・将棋部、パソコン部、科学部、軽音楽部、競技かるた部など
- 主な実績

- 吹奏楽部

東関東大会連続出場、全日本吹奏楽コンクール 8回出場（金賞1回）など。
- サッカー部

2013年神奈川県インターハイ予選準優勝、インターハイ出場。 2016年神奈川県インターハイ予選優勝、インターハイ出場。
- バレーボール部（女子）

春の高校バレー3回出場、インターハイ1回出場など。
- ハンドボール部（女子）

関東大会出場、インターハイ9回出場、全国高等学校ハンドボール選抜大会10回出場など。
- 剣道部

関東大会出場（9年連続11回）、インターハイ出場、国体出場、玉竜旗出場、魁星旗出場など。関東優秀選抜校表彰校（2003年度第50回記念大会の関東大会にて。）
- バドミントン部

関東大会出場など。
- バトン部

世界大会、全国大会優勝など。
- ダンス部

『夏の日本高校ダンス部選手権』全国大会で、2013年優秀賞を受賞。全国大会出場、「ハマこい」出場など。

## 著名な出身者・卒業生
- 三谷たくみ
- 横尾渉
- 山口小夜子(ファッションモデル)
- 鈴田林沙(女優)
- 長谷川アーリアジャスール(サッカー選手、元日本代表）
- 金井貢史(サッカー選手）
- 水沼宏太(サッカー選手、元日本代表）
- 鈴木椋大(サッカー選手）
- 保崎淳(サッカー選手）
- 市原亮太(サッカー選手）
- 中野耀司(フィギュアスケート選手)

## 交通・アクセス
- JR横浜線大口駅から徒歩8分
- 京急線子安駅から徒歩12分
- 東急東横線妙蓮寺駅から徒歩15分